# L'officina del fantastico
L'officina del fantastico è il primo greatest hits di Mario Venuti.

## Il disco
L'album, uscito il 7 marzo 2008, contiene tutti i maggiori successi di Venuti, più gli inediti A ferro e fuoco, che il cantante ha presentato al festival di Sanremo 2008, L'Officina del Fantastico e Gli amanti di domani.

## Tracce
1. A ferro e fuoco (inedita) - 3:50
2. Crudele (da Grandimprese) - 4:05
3. Mai come ieri (con Carmen Consoli) (da Mai come ieri) - 3:38
4. Fortuna (da Un po' di febbre) - 4:47
5. Veramente (da Grandimprese) - 3:47
6. Un altro posto nel mondo (da Magneti) - 4:09
7. L'Officina del Fantastico (inedita) - 4:08
8. Sto per fare un sogno (da Mai come ieri) - 4:11
9. L'invenzione (da Grandimprese) - 4:23
10. Il più bravo del reame (da Mai come ieri) - 3:53
11. È stato un attimo (da Magneti) - 3:20
12. Nina Morena (da Microclima) - 4:00
13. Gli amanti di domani (inedita) - 4:11
14. Qualcosa brucia ancora (da Magneti) - 3:32
15. Bisogna metterci la faccia (da Grandimprese) - 3:30
16. Nella fattispecie (da Grandimprese) - 4:07

## Classifiche
| Classifica (2008) | Posizione |
| ----------------- | --------- |
| Italia            | 14        |